# Let It Be (The Replacements-album)
Az 1984-es Let It Be a The Replacements harmadik nagylemeze. Az albumra egy komplexebb hangzás jellemző, mint az előző lemezeken-
2003-ban 239. lett a Rolling Stone magazin Minden idők 500 legjobb albuma listáján, míg a 80-as évek 100 legjobb albuma listájukon a 15. helyet szerezte meg. 1999-ben a VH1 a 79. helyre rakta a VH1 100 legjobb rock and roll albuma listán. A Pitchfork Media a 80-as évek 29. legjobb albumának nevezte. Szerepel az 1001 lemez, amit hallanod kell, mielőtt meghalsz című könyvben. Az I Will Dare nyitódal bekerült a Rock and Roll Hall of Fame-be.

## Az album dalai
| 1. | I Will Dare                | Paul Westerberg                                    | 3:18 |
| 2. | Favorite Thing             | Westerberg, Tommy Stinson, Bob Stinson, Chris Mars | 2:19 |
| 3. | We're Comin' Out           | Westerberg, Stinson, Stinson, Mars                 | 2:21 |
| 4. | Tommy Gets His Tonsils Out | Westerberg, Stinson, Stinson, Mars                 | 1:53 |
| 5. | Androgynous                | Westerberg                                         | 3:11 |
| 6. | Black Diamond              | Paul Stanley                                       | 2:40 |

| 1. | Unsatisfied        | Westerberg                         | 4:01 |
| 2. | Seen Your Video    | Westerberg                         | 3:08 |
| 3. | Gary's Got a Boner | Westerberg, Stinson, Stinson, Mars | 2:28 |
| 4. | Sixteen Blue       | Westerberg                         | 4:24 |
| 5. | Answering Machine  | Westerberg                         | 3:40 |

## Közreműködők

### The Replacements
- Chris Mars – dob, vokál
- Bob Stinson – szólógitár
- Tommy Stinson – basszusgitár
- Paul Westerberg – ének, ritmusgitár, zongora, mandolin az I Will Dare-en, lapsteel az Unsatisfiedon

### További zenészek
- Peter Buck – gitárszóló az I Will Dare-en

## Fordítás
Ez a szócikk részben vagy egészben a Let It Be (The Replacements album) című angol Wikipédia-szócikk ezen változatának fordításán alapul.  Az eredeti cikk szerkesztőit annak laptörténete sorolja fel. Ez a jelzés csupán a megfogalmazás eredetét és a szerzői jogokat jelzi, nem szolgál a cikkben szereplő információk forrásmegjelöléseként.